# Арешкович Василь Данилович
Василь Данилович Арешкович (26 березня 1912, містечко Костюковичі, тепер місто Могильовської області, Республіка Білорусь — 26 листопада 1996, місто Київ) — український радянський діяч, міністр промислового будівництва УРСР, заслужений будівельник УРСР. Депутат Верховної Ради УРСР 8—10-го скликань. Член ЦК КПУ в 1971—1981 р.

## Біографія
Народився в містечку Костюковичі (за іншими даними — в місті Катеринославі) в родині робітника. Трудову діяльність розпочав у 1926 році учнем коваля школи фабрично-заводського навчання при заводі імені Петровського в місті Дніпропетровську. У 1929 році закінчив школу фабрично-заводського навчання.
У 1929—1932 роках — коваль Дніпропетровського заводу металоконструкцій імені Бабушкіна.
Член ВКП(б) з 1931 року.
У 1932—1934 роках — конструктор Дніпропетровського заводу металоконструкцій імені Бабушкіна.
У 1934—1935 роках — студент-дипломант Дніпропетровського інженерно-будівельного інституту, здобув спеціальність інженера-конструктора по мостах і металевих конструкціях. 
Після закінчення інституту в 1935 році працював виконробом на будівництві моста № 38 контори «Стальпроммеханізація» Уссурійської залізниці в місті Свободний на Далекому Сході РРФСР.
У 1935—1936 роках — однорічник у Червоній армії, служив на станції Олов'яній Читинської області.
У 1936—1937 роках — конструктор контори «Стальпроммеханізація», старший виконроб, заступник начальника дільниці на будівництві азотно-тукового заводу в місті Дніпродзержинську Дніпропетровської області. 
У 1937—1939 роках — головний інженер дільниці «Стальконструкція» на суднобудівному заводі в місті Миколаєві Миколаївської області.
У 1939—1943 роках — головний інженер спецуправління «Стандартстальбуд» у місті Куйбишеві (РРФСР). 
У 1943—1946 роках — головний інженер управління «Стальконструкція» в місті Челябінську.
У 1946—1948 роках — головний інженер управління «Стальмонтаж» у місті Дніпропетровську.
У 1948—1949 роках — начальник управління «Стальмонтаж» у місті Кривому Розі Дніпропетровської області.
У 1949—1950 роках — головний інженер управління «Стальмонтаж» у місті Дніпропетровську.
У 1950 — серпні 1956 року — керуючий тресту «Дзержинськбуд» у місті Дніпродзержинську Дніпропетровської області.
З серпня 1956 до травня 1957 року — заступник міністра — начальник Головного управління Головпридніпровбуду Міністерства будівництва підприємств металургійної і хімічної промисловості Української РСР.
У червні 1957—1960 роках — начальник управління будівництва Ради народного господарства Дніпропетровського економічного адміністративного району (раднаргоспу). У 1960 — січні 1962 року — заступник голови Ради народного господарства Дніпропетровського економічного адміністративного району (раднаргоспу).
У січні 1962 — січні 1963 року — заступник голови Української Ради народного господарства (Укрраднаргоспу) із капітального будівництва.
У січні 1963 — лютому 1967 року — 1-й заступник міністра будівництва Української РСР.
21 лютого 1967 — 13 березня 1981 року — міністр промислового будівництва Української РСР.
Потім — на пенсії в місті Києві. Похований на Байковому кладовищі Києві.

## Нагороди
- орден Леніна
- орден Жовтневої революції
- два ордени Трудового Червоного Прапора
- орден «Знак Пошани»
- медалі
- Почесна грамота Президії Верховної Ради Української РСР (24.03.1972)
- заслужений будівельник Української РСР (23.03.1962)